# Маоминг
Маоминг (茂名) град је Кини у покрајини Гуангдонг. Према процени из 2009. у граду је живело 619.031 становника.

## Становништво
Према процени, у граду је 2009. живело 619.031 становника.
| 1990.   | 2000.   | 2009    |
| ------- | ------- | ------- |
| 153.426 | 331.209 | 619.031 |